# Toevalsbeweging

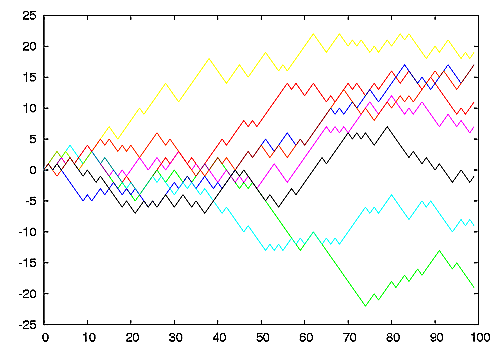
Voorbeeld van acht toevalsbewegingen in één dimensie te beginnen bij 0. De plot geeft de huidige positie op de lijn (verticale as) versus de tijdstappen (horizontale as).

Een toevalsbeweging (Engels: random walk) is een wiskundige formalisering van een traject dat bestaat uit opeenvolgende willekeurige stappen. De resultaten van de toevalsbeweging-analyse vinden toepassing in de computerwetenschap, de natuurkunde, de ecologie, de economie en een aantal andere gebieden als een fundamenteel model voor toevalsprocessen in de tijd. Het pad dat bijvoorbeeld wordt gevolgd door een molecule als deze molecule in een vloeistof of een gas beweegt, het zoekpad van een foeragerend dier, de prijs van een fluctuerend aandeel en de financiële status van een gokker kunnen allemaal worden gemodelleerd als toevalsbewegingen.
Specifieke gevallen of limieten van toevalsbeweging zijn de dronkaardsbeweging en de Lévy-vlucht. Toevalsbewegingen zijn gerelateerd met diffusiemodellen en vormen een fundamenteel onderwerp in discussies over markovprocessen. Verschillende eigenschappen van toevalsbewegingen, met inbegrip van verstrooiende verdelingen, doorlooptijden en hoe vaak botsingen voorkomen, zijn uitvoerig bestudeerd.
Verschillende soorten toevalsbewegingen zijn van belang. Toevalsbewegingen worden vaak verondersteld een markovproces te zijn, maar andere, meer gecompliceerde bewegingen zijn ook van belang. Sommige toevalsbewegingen gedragen zich als grafen, andere op de lijn, in het vlak of in hogere dimensies, terwijl sommige toevalsbewegingen zich als groepen gedragen. Toevalsbewegingen variëren ook met betrekking tot de tijdsparameter. De beweging wordt vaak geïndexeerd door natuurlijke getallen, zoals in {\displaystyle X_{0},X_{1},X_{2},\dots }. Sommige toevalsbewegingen nemen hun stappen op toevallige tijden, en in dat geval wordt de positie {\displaystyle X_{t}} gedefinieerd voor {\displaystyle t\geq 0}.

## Referentie
- (en)  Andrea Schmidt, Random Walks, MIT